# Kalmarklubben N3
Kalmarklubben N3 är en i Stockholm verksam sammanslutning av tidigare lärjungar vid Kalmar högre allmänna läroverk, grundad 1899.
Klubben leder sin historia till gymnasistföreningen ”N3” vid Kalmar läroverk, i skandinavismens anda grundad  den 3 november 1864, därav namnet. Initiativtagare var Carl Gustaf Herlin (1841–1907), senare kontraktsprost i Högsby, tillsammans med den blivande författaren Jon Olof Åberg (1843–1898). Medlemskapet i N3 skulle vara livsvaraktigt.År 1907 slogs N3 samman med en annan litterär gymnasistförening, Brage, till det alltjämt livaktiga Förbundet Brage N3.
På initiativ av  kulturhistoriken Albin Roosval (1860–1943) bildades i Stockholm på "N3-dagen"  den 3 november 1899 ”Kalmarstudenternas klubb N3”. Den blev den första sammanslutningen av i Stockholm boende studenter från ett landsortsläroverk. Föreningen sammankom därefter årligen den 3 november under allt större tillslutning. Den var dock mycket informellt organiserad utan vare sig stadgar eller medlemsförteckning och blev med åren allt svårare att hålla samman. 1919 återupplivades föreningen med formella stadgar och antog 1920 namnet Kalmarklubben N3, eftersom studentexamen i Kalmar inte länge skulle vara en förutsättning för medlemskap. Sedan 1922 ingår i programmet en högtidlig promotion av ”jubelstudenter”, dvs. dem som för femtio år sedan avlagt studentexamen vid Kalmar läroverk. Denna högtidlighet sker på latin och är inspirerad av universitetens doktorspromotioner. En bestående insats har Kalmarklubben N3 gjort som initiativtagare till det nära 600-sidiga bokverket Storskolan i Kalmar, Minnen och hågkomster från Kalmar högre allmänna läroverk af förutvarande lärjungar (1923–24) i två band,  redigerade av Roosval och författaren Waldemar Swahn (1877–1957). 1937 utgav man N3-tidningen. En rad kända personer från kultur- och näringslivet har genom åren varit medlemmar, bland andra J.A. Lundell, Albin Roosval, Ernst E. Areen, Hugo Hammar, Ernst Kreuger, Ivar Kreuger. Torsten Kreuger, Henrik Kreüger, Leon Ljunglund, Hjalmar Alving, Ivar Anderson, E. Louis Backman, Fredrik Bergenholtz, Herman Brag, Carl Deurell, Axel Genberg, Otto Edelsta, Albin Hildebrand, Birger Jeansson, Axel Lekander, Gerhard Lindblom, Carl von Mühelnfels, Valerius Olsson, Sven Palme, Torsten Petersson, Carl Rosenblad, Erik Stensiö, Waldemar Swahn och Edvard Zetterquist.